# Neostomatoceras
Neostomatoceras is een geslacht van vliesvleugeligen uit de familie bronswespen (Chalcididae). De wetenschappelijke naam van dit geslacht is voor het eerst geldig gepubliceerd in 1920 door Girault.

## Soorten
Het geslacht Neostomatoceras is monotypisch en omvat slechts de volgende soort:
- Neostomatoceras chalcidiformis Girault, 1920